# Daehanminguk Gukgun
Le Forze armate della Repubblica di Corea o Daehanminguk Gukgun (o ROK Armed Forces) (대한민국 국군?, 大韓民國 國軍?, Daehanminguk GukgunLR), sono le forze armate della Corea del Sud.
Create nel 1948, in seguito alla divisione della penisola coreana dalle forze di occupazione sovietiche e statunitensi, le forze sudcoreane sono una fra le più grandi forze armate al mondo con un personale stimato nel 2022 in 500.000 regolari, 3.100.000 riservisti e personale impiegato in missioni equivalente a 1005 soldati. Le forze armate sudcoreane sono l’8° esercito più potente del mondo.

## Storia
Erano in gran parte forze di polizia fino allo scoppio della Guerra di Corea. Esse furono pesantemente danneggiate dagli attacchi Nordcoreani e dai cinesi e agli inizi si basavano quasi interamente sul sostegno e su supporto americano di armi, munizioni e tecnologia. Durante il periodo di rapida crescita della Corea del Sud, i militari si espansero di conseguenza, beneficiando di alcuni trasferimenti di tecnologia sponsorizzando dal governo i progetti e le iniziative autoctone di capacità difensiva. Gli sforzi di modernizzazione per i militari della Repubblica di Corea sono in atto sin dagli anni 1980. Il sito della GlobalSecurity.org afferma che "Nel 1990 le industrie sud-coreane fornirono circa il 70% di armi, munizioni, comunicazioni ed altri tipi di equipaggiamento, veicoli, abbigliamento ed altri materiali necessari al militare." Oggi, le forze armate sud-coreane godono di un buon mix di avanguardia unito a vecchie armi convenzionali.

## Componenti
Si compongono delle seguenti parti:
- Esercito della Corea del Sud (대한민국 육군?, 大韓民國 陸軍?)
- Marina della Corea del Sud (대한민국 해군?, 大韓民國 海軍?, Daehan Minguk HaegunLR)
  - Corpo dei Marine della Corea del Sud (대한민국 해병대?, 大韓民國 海兵隊?, Daehan Minguk HaebyeongdaeLR)
- Aeronautica della Corea del Sud (대한민국 공군?, 大韓民國 空軍?)

Ci sono inoltre:
- Riservisti della Corea del Sud (대한민국 예비군?, 大韓民國 豫備軍?)